# Occupation américaine de Veracruz
Batailles
Révolution mexicaine :
- Incident de Tampico
- Ypiranga incident (en)
- Occupation américaine de Veracruz

Guerre de la frontière :
- Agua Prieta (1re)
- Ciudad Juárez (1re) (en)
- Bandit War (en)
- Norias Ranch Raid (en)
- Ojo de Agua Raid (en)
- Nogales (2e) (en)
- Santa Isabel (en)
- Columbus
- Expédition punitive
- Guerrero (en)
- Agua Caliente (en)
- Parral
- Tomochic (en)
- Ojos Azules
- Glenn Springs (en)
- Rubio Ranch
- Castillon
- Las Varas Pass
- San Ygnacio (en)
- Carrizal
- Affaire Zimmermann
- Brite Ranch (en)
- Neville Ranch (en)
- Nogales (3e) (en)
- Ciudad Juárez (3e) (en)
- Ruby Murders (en)

L’occupation américaine de Veracruz est une opération militaire des forces armées des États-Unis contre la ville de Veracruz au Mexique lors de la Révolution mexicaine entre avril et novembre 1914.
Pendant la Révolution mexicaine, le président des États-Unis Woodrow Wilson refuse de reconnaître Victoriano Huerta comme président du Mexique. L’arrestation de plusieurs militaires américains lors de l’incident de Tampico donne un prétexte aux États-Unis pour intervenir militairement. Le 21 avril 1914, une opération amphibie menée conjointement par l’US Navy et les marines permet aux Américains après quelques jours de combats de conquérir la cité de Veracruz.
En raison de l’instabilité politique liée à la révolution, le règlement de la situation prend plusieurs mois. La conférence de paix de Niagara Falls (en) met fin au conflit et les soldats américains quittent la ville en novembre 1914.

## Contexte
Pendant la Révolution mexicaine, le président des États-Unis Woodrow Wilson refuse de reconnaître Victoriano Huerta comme président du Mexique. Huerta avait usurpé la présidence du Mexique, lors d'un coup d’État en février 1913 connu sous le nom de décade tragique. En réponse, l'administration Wilson déclare Huerta usurpateur, l’embargo sur les livraisons d'armes, et son soutien à l'armée constitutionnelle de Venustiano Carranza. Le casus belli est un incident avec des marins de l'United States Navy.
L’affaire Tampico est déclenchée lorsque neuf marins américains sont arrêtés par le gouvernement mexicain pour avoir pénétré dans une zone interdite à Tampico. Non armés, les marins sont arrêtés alors qu’ils entrent dans une station essence. Les marins sont finalement libérés, mais le commandant de la Marine des États-Unis exige des excuses et une salve de vingt et un coups de canons. Si les excuses sont fournies, les coups de canons ne sont pas donnés. En réponse, le président américain Woodrow Wilson ordonne à la Marine des États-Unis de se préparer à l'occupation du port de Veracruz,. Alors qu'il attend l'autorisation du Congrès des États-Unis pour mener à bien cette action, Wilson est alerté qu'une livraison d'armes destinée à Victoriano Huerta doit arriver dans le port le 21 avril à bord du cargo battant pavillon allemand SS Ypiranga (en). Il donne alors l'ordre immédiat de s'emparer de ces armes et de prendre le contrôle des douanes du port. Contrairement à ce qu'affirmaient les journaux de l'époque, les armes ne sont pas fournies par le gouvernement allemand, mais par John Wesley De Kay (en), un homme d'affaires américain détenant de grands investissements au Mexique, et un marchand d‘armes russe de Puebla, Leon Rasst.
La cargaison d'armes à destination du Mexique provient en partie de la compagnie américaine Remington Arms. Les armes et les munitions devaient être expédiées via Hambourg, en Allemagne, au Mexique permettant aux marchands d'armes de contourner l'embargo américain. Lorsque les Américains découvrent que le SS Ypiranga (en), mouille l’ancre dans le port de Veracruz, le président Wilson ordonne alors à la Navy de s’emparer du navire. Une brigade navale de la marine s’empare donc du navire pour inspection. Cependant, le blocus n'étant pas formel, les États-Unis relâchent le navire qui débarquera finalement sa cargaison d'armes à Coatzacoalcos,.

## Débarquement

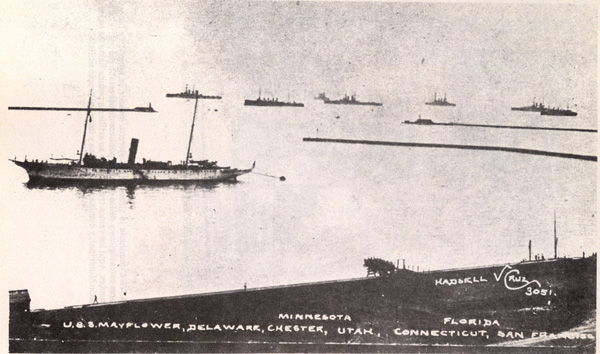
La flotte américaine devant Veracruz en avril 1914.

Dans la matinée du 21 avril 1914, des navires de guerre de la flotte américaine de l'Atlantique sous le commandement du contre-amiral Frank Friday Fletcher commencent les préparatifs du débarquement à Veracruz. Sept cuirassés, trois croiseurs, quatre transports de troupes et plusieurs destroyers et canonnières de l’US Navy sont mobilisés. À 11h12, le consul William Canada aperçoit depuis le toit du consulat américain les premiers marines quitter le navire auxiliaire USS Prairie à bord de baleinières,. À 11:30, 502 marines du 2e régiment Advanced Base Force (en) et 285 marins armés, appelée Bluejackets, depuis le cuirassé USS Florida et un bataillon provisoire composé des détachements marins depuis le Floride et son sister ship l'USS Utah commence également les opérations de débarquement.
Alors qu’une partie du débarquement se déroule vers la jetée 4, quai principal de Veracruz, une grande foule de citoyens mexicains et américains se réunit pour observer les évènements. Les Américains ne rencontrent aucune résistance pour mettre pied à terre. Ils reforment les rangs dans un régiment de marines et de marins, et commencent à marcher vers leurs objectifs. Cette démonstration initiale de force est suffisante pour entraîner le retrait des forces mexicaines menées par le général Gustavo Maass (es). Face à cela, le commodore Manuel Azueta (es) encourage les cadets de l'Académie navale de Veracruz à prendre la défense du port. En outre, environ 50 soldats de première ligne de l'armée mexicaine restent pour combattre les envahisseurs avec l'aide des citoyens de Veracruz.

## Bataille de Veracruz
Les bluejackets sont chargés de capturer les bureaux de douanes et le bureau des postes et télégraphes, tandis que les marines sont envoyés prendre le terminal de chemin de fer, la gare de triage, le bureau du câble et la centrale électrique. La défense de la ville par la population est entravée par le manque d'organisation et d’approvisionnement. Des armes sont distribuées à la population, mais cette dernière n'est pas formée à l'utilisation des mausers et a des difficultés à trouver les bonnes munitions. Et afin d’aider à la défense, les détenus de la prison militaire La Galera sont libérés, mais pas ceux de San Juan de Ulúa (dont certains sont des prisonniers politiques) qui prendront par la suite le parti des Américains dans la bataille.
Bien que le débarquement se soit déroulé presque sans opposition, et alors que les forces américaines commencent à infiltrer la ville, cette dernière devient rapidement un champ de bataille. Seul un contingent de 180 soldats mexicains demeure sur place. Cependant, les élèves de l'Académie militaire de la Marine derrière leur commandant Manuel Azueta décident de résister aux Américains, soutenus par 800 membres des Defensores del Porto de Veracruz, une compagnie de vigiles formée, en 1914, pour défendre la cité contre une invasion possible, ainsi que d'autres citoyens. La ville qui a pris les armes est dirigée par le lieutenant-colonel Manuel Contreras. Cette résistance inattendue surprend les forces américaines. Cela incite l'amiral Frank Friday Fletcher à bombarder la ville avec l'artillerie navale, y compris les écoles, les bâtiments résidentiels et les commerces.
Juste après midi, les combats débutent entre le 2e régiment des marines du colonel Wendell Cushing Neville (en) à la gare de triage. Alors que les forces à terre avancent lentement, l'amiral Fletcher fait débarquer de l’Utah un bataillon de 384 bluejackets supplémentaires, la dernière unité encore à sa disposition. En milieu d'après-midi, les Américains occupent l'ensemble de leurs objectifs et l'amiral Fletcher met un terme à l'avancée des troupes, en espérant l'établissement d'un cessez-le-feu. Ne disposant d’aucun interlocuteur, cet espoir fane rapidement et il ordonne aux troupes dans la ville de tenir leurs positions en attendant l'arrivée de renforts.
Dans la nuit du 21 avril, Fletcher décide qu'il n'a pas d'autre choix que d'étendre l'opération initiale à toute la ville, et pas seulement le front de mer. Cinq cuirassés américains supplémentaires et deux croiseurs avaient atteint Veracruz dans la nuit, transportant le major Smedley Butler et son bataillon Marine depuis le Panamá. Le bataillon de marines est rapidement organisé en un régiment de 1200 hommes, soutenu par un détachement de 300 marins du navire. Ces nouvelles forces débarquent vers minuit afin de participer à l'opération prévue à l’aube,.
La nouvelle poussée débute à 07h45 le 22 avril. Les Leathernecks (en) sont préparés aux combats de rue, mais les marins maitrisent moins ce type de combat. Un régiment dirigé par le capitaine de vaisseau E. A. Anderson avance sur l'Académie navale en formation de parade, ce qui rend ses hommes vulnérables aux partisans barricadés à l'intérieur (les cadets avaient quitté Veracruz la veille, après avoir subi quelques pertes). Cette attaque est initialement repoussée, mais l'attaque est renouvelée avec le soutien d'artillerie de trois navires de guerre depuis le port, l'USS Prairie, l'USS San Francisco, et l'USS Chester, faisant taire toute résistance en quelques minutes.
Dans l’après-midi, le 1er régiment de marines débarque sous le commandement du colonel John A. Lejeune et avant 17h00, les troupes américaines ont le contrôle complet de Veracruz. Quelques poches de résistance poursuivent la lutte autour du port, le plus souvent sous une forme de guérilla, mais au 24 avril tous les combats ont cessé. Le 27 avril, le drapeau américain est soulevé au-dessus de Veracruz et les navires de guerre dans le port tirent 21 coups de canon. Les troupes américaines comptent 22 morts et plus de 70 blessés et les Mexicains dénombrent entre 150 et 170 soldats tués, entre 190 et 250 blessés, sans compter des dizaines de civils morts.

## Occupation et règlement du conflit

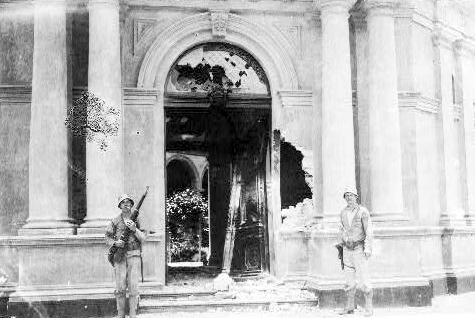
Dommages occasionnés au lycée adjacent à l'Académie navale mexicaine de Veracruz.

Afin d'occuper le territoire, un troisième régiment provisoire de marines, réuni à Philadelphie, arrive le 1er mai, sous le commandement du colonel Littleton Waller (en), qui prend le commandement général de la brigade qui dénombre à ce moment 3 141 soldats. Entre-temps, les marins et les marines de la flotte ont rembarqués, remplacés par une brigade de l'United States Army. Des marines et les soldats demeurent en garnison dans la ville jusqu'au retrait américain le 23 novembre. Les autorités de la ville de Veracruz refusent toute collaboration avec les forces d'occupation, de sorte que ces dernières doivent mettre en place leur propre administration civile. Le contrôle de l'administration du port est placé sous le commandement du général de brigade Frederick Funston. Le jeune capitaine Douglas MacArthur est affecté à son service comme officier de renseignements.
Bien que Huerta et Carranza soient officiellement opposés à l'occupation, ils ne prennent aucune mesure pour s'y opposer efficacement, ces derniers étant plus préoccupés par les événements de la Révolution mexicaine. Des négociations sous l’égide de l'ABC Powers (en) débutent à Niagara Falls au Canada, le 20 mai afin d’éviter une guerre totale entre les deux pays. Un plan est proposé en juin qui prévoit le retrait des troupes américaines, le retrait de Huerta du pouvoir et des indemnités en faveur des Américains pour compenser ses pertes lors de l’intervention.
Huerta est cependant mis hors-jeu après une importante défaite militaire et la faction de Carranza qui prend le pouvoir rejette en l'état l'accord. En novembre 1914, après la Convention d'Aguascalientes et l'échec de Carranza à résoudre ses différends avec les généraux révolutionnaires Pancho Villa et Emiliano Zapata, doit quitter ses fonctions pour une courte période en faveur d'Eulalio Gutiérrez. Au cours de cette brève absence au pouvoir, Carranza contrôle toujours Veracruz et Tamaulipas. Après avoir quitté la ville de Mexico, Carranza fuit donc dans l'État de Veracruz et fait de la ville de Córdoba la capitale de son régime et finit par accepter les termes du plan de paix de Niagara Falls. Ce dernier est acté lors de la conférence de paix de Niagara Falls (en). Les troupes américaines quittent officiellement Veracruz le 23 novembre.

## Récompenses et hommages

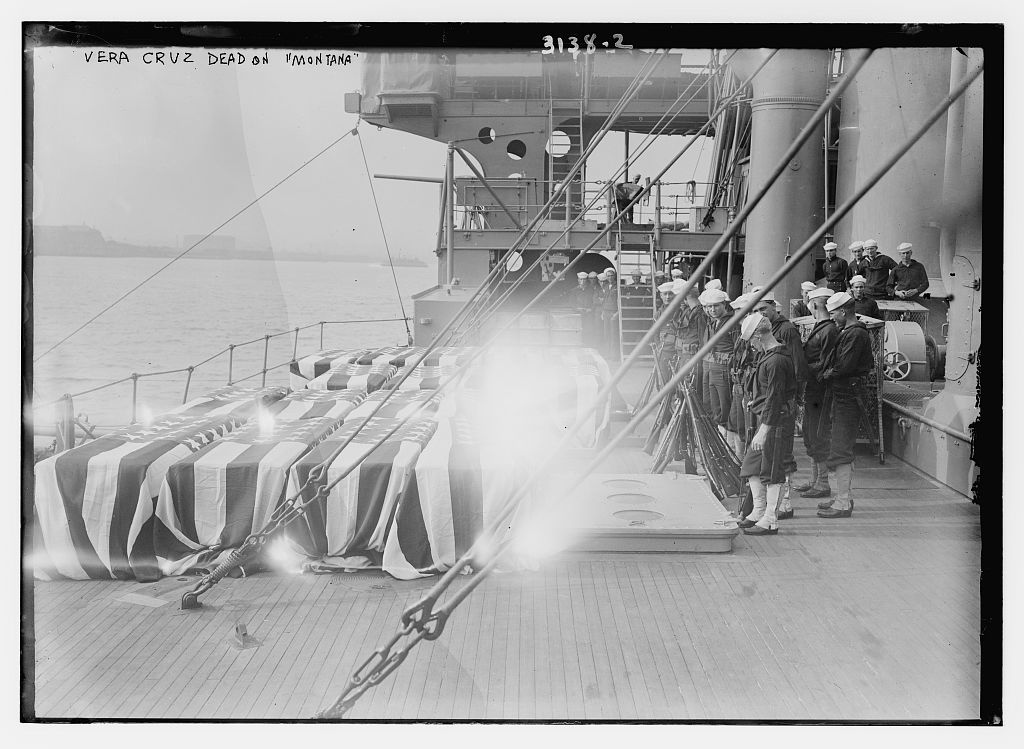
Cercueils de soldats américains à bord de l'USS Montana (ACR-13).

Après la fin des combats, le secrétaire à la Marine des États-Unis Josephus Daniels ordonne que cinquante-six médailles d'honneur soient remises aux participants de cette opération, plus que pour toutes batailles menées avant ou depuis. Par comparaison, la guerre hispano-américaine, la Première Guerre mondiale ou la guerre de Corée, on respectivement conduit à l'attribution de 110, 125 et 145 médailles. Un porte-parole a, d'ailleurs, affirmé que les médailles en excès ont été attribuées par tirage au sort,. Le major Smedley Butler, l’un des destinataire des neuf médailles d'honneur attribuées aux marines, a plus tard essayé de la retourner affirmant qu'il n’avait rien fait d'héroïque. Le département de la Marine lui a répondu de non seulement la garder, mais de la porter.
Les noms du Lt. Azueta et de Virgilio Uribe, un cadet de l’Académie navale militaire, morts au cours des combats, font maintenant partie de l'appel d'honneur lu par toutes les branches des forces armées mexicaines lors de cérémonies militaires, aux côtés des six Niños Héroes (en) morts lors de la bataille de Chapultepec le 13 septembre 1847. À la suite de la défense courageuse mise en place par les cadets et les professeurs de l'Académie navale, l'école a pris le nom de Heroica Escuela Naval Militar en vertu d'une résolution du Congrès en 1949.

## Conséquences

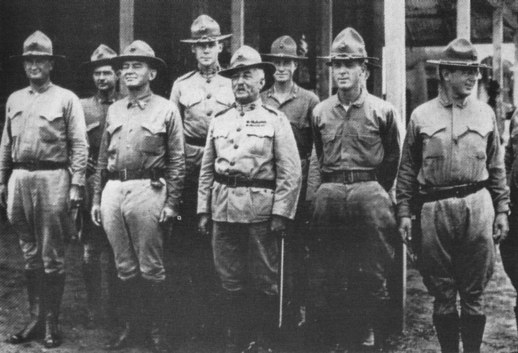
Les officiers de la 1re brigade de marines. Première rangée, de gauche à droite : Lt. Col., col. John A. Lejeune, col. et le maj. Smedley Butler.

En réaction immédiate à l'invasion militaire de Veracruz, plusieurs révoltes antiaméricaines éclatent au Mexique, en Argentine, au Chili, au Costa Rica, en Équateur, au Guatemala et en Uruguay. Les citoyens américains ont été expulsés du territoire mexicain et ils ont dû être relogés dans des camps de réfugiés à La Nouvelle-Orléans, à Texas City et à San Diego. Le gouvernement britannique est également irrité, car il avait préalablement convenu avec Woodrow Wilson que les États-Unis ne tenteraient pas d’envahir le Mexique sans avertissement préalable.
L'invasion militaire de Veracruz est également un facteur décisif à la position de neutralité du Mexique dans la Première Guerre mondiale. Ce dernier refuse de participer avec les États-Unis à l'expédition militaire en Europe. Il accorde aussi de nombreuses garanties aux entreprises allemandes qui peuvent maintenir leur activité au Mexique, en particulier dans la ville de Mexico.
Le président américain Woodrow Wilson a envisagé d'autres invasions militaires à Veracruz et à Tampico en 1917-1918,, afin de prendre le contrôle des champs pétrolifères de l'isthme de Tehuantepec et Tampico,. En prévention, le nouveau président mexicain Venustiano Carranza donne l'ordre de détruire les champs de pétrole au cas où les marines essayent d'y débarquer,. Comme un savant l’a écrit, Caranza n’a pas atteint les objectifs sociaux de la révolution, mais il a gardé les gringos en dehors de Mexico,.
Au Mexique, l'intervention est immortalisée dans la mémoire nationale du Mexique comme l'un des actes les plus laids jamais infligés au pays par son voisin du Nord.